# Kia Forte
La Kia Forte è un'autovettura di medie dimensioni prodotta dalla casa automobilistica coreana Kia Motors a partire dal 2008 e viene proposta in tre differenti tipologie di carrozzeria: la versione berlina tre volumi, la coupé denominata Forte Koup dallo stile più aggressivo, l'hatchback in versione cinque porte con portellone posteriore e la Forte LPI Hybrid con motore elettrico che affianca il motore a benzina. La Forte non viene commercializzata in Europa. Nel 2012 ne è stata presentata la seconda generazione e poi nel 2018 la terza.

## La nascita
La Forte nasce come erede del modello Cerato ed è una classica autovettura tre volumi destinata in prevalenza al mercato asiatico e americano; per il mercato europeo la Kia ha progettato appositamente il modello Cee'd che va incontro maggiormente alle esigenze della clientela europea grazie alla carrozzeria berlina due volumi e station wagon e viene prodotta in Slovacchia. La Forte quindi erediterà parte della meccanica dalla Cee'd comune anche alla quarta serie di Hyundai Elantra (HD). Il nome Forte deriva dal linguaggio della musica classica.
I primi passi che hanno visto nascere la Forte si sono avuti verso la metà degli anni duemila quando il modello Cerato, sul mercato da alcuni anni, registrava dei risultati commerciali inferiori alle attese; in particolare si è visto un crollo delle vendite sul mercato europeo dovuto a un invecchiamento della linea estetica e alla mancanza di motorizzazioni turbodiesel aggiornate, mentre negli Stati Uniti la Cerato (venduta come Spectra) non venne ben accolta, un po' per l'eccessiva concorrenza subita dalla stessa Hyundai Elantra (che è riuscita in risultati commerciali più che soddisfacenti), un po' dalle rivali giapponesi quali Toyota Corolla e Honda Civic che rappresentano le auto più apprezzate e vendute dell'America. Per il successore, la casa aveva bisogno di rafforzare la propria immagine in campo mondiale ed è per questo che ha proposto una doppia erede, in modo da riuscire ad andare incontro alle molteplici esigenze della clientela europea, asiatica e americana. La Forte è stata sviluppata in un periodo di 29 mesi con un investimento di circa 200 milioni di dollari.
Lo stile esterno della Forte è stato assegnato alla matita tedesca di Peter Schreyer, ex designer Audi; la meccanica si basa sulla trazione anteriore e i motori a benzina dalla grande cilindrata rispecchieranno le esigenze dei grandi mercati. La Forte oltre alla versione quattro porte berlina è stata studiata anche in una versione coupé mentre i progetti per la variante con carrozzeria hatchback due volumi erano stati sospesi. Questo tipo di vetture non riesce a trovare consensi nei mercati riservati alla serie Forte e la casa madre ha preferito attendere i primi esiti commerciali delle versioni berlina e coupé per poi decidere una eventuale produzione della hatchback (che comunque non sarà destinata al mercato europeo dove viene prodotta la Cee'd).

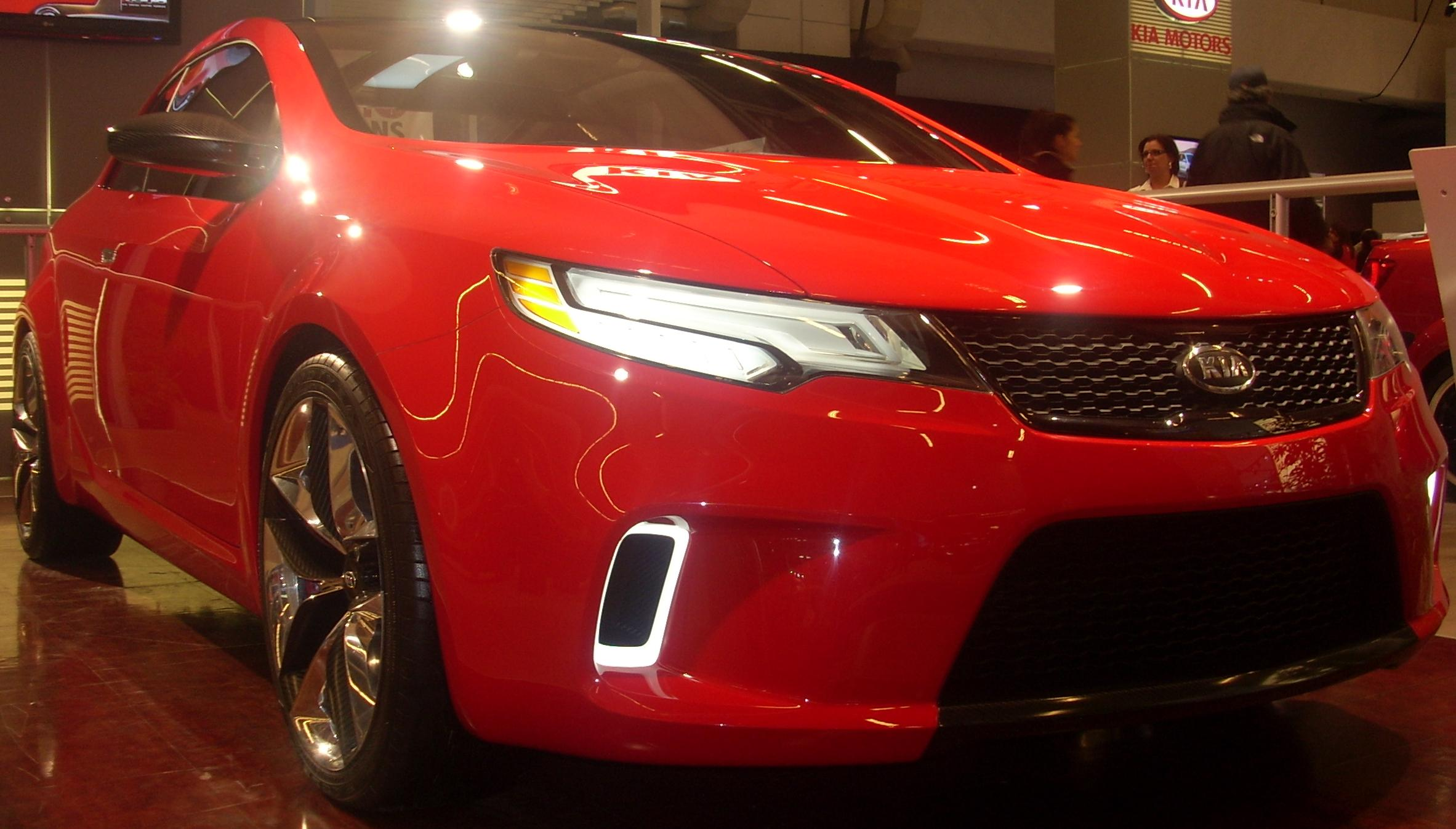
La Kia Koup concept

Una prima proposta di stile viene presentata al pubblico al Salone dell'automobile di New York nel 2008 con la concept car Kia Koup, il cui nome deriva dalla parola Coupé: la Koup antipa il 90% dell'auto di serie, infatti lo stile è stato completamente svelato e viene distinto dai muscolosi passaruota laterali, dalle profonde nervature sul cofano motore e dallo spoiler posteriore, dai parafanghi allargati e da paraurti anteriore e posteriore sagomati in modo da formare uno spoiler inferiore. I cerchi in lega da 19" presentano le razze scure con estremi cromati, scocca realizzata in fibra di carbonio e interni appariscenti in bianco e nero con cambio sequenziale e sediolini sportivi. Il motore della Koup è un 2,0 litri Theta II alimentato a benzina con doppia fasatura variabile e turbocompressore twin-scroll con iniezione diretta e 294 cavalli di potenza massima per 392 N m di coppia a 2.000 giri al minuto. La trazione è integrale permanente con sospensioni a quattro ruote indipendenti e retrotreno Multilink. L'impianto frenante era curato dalla Brembo.

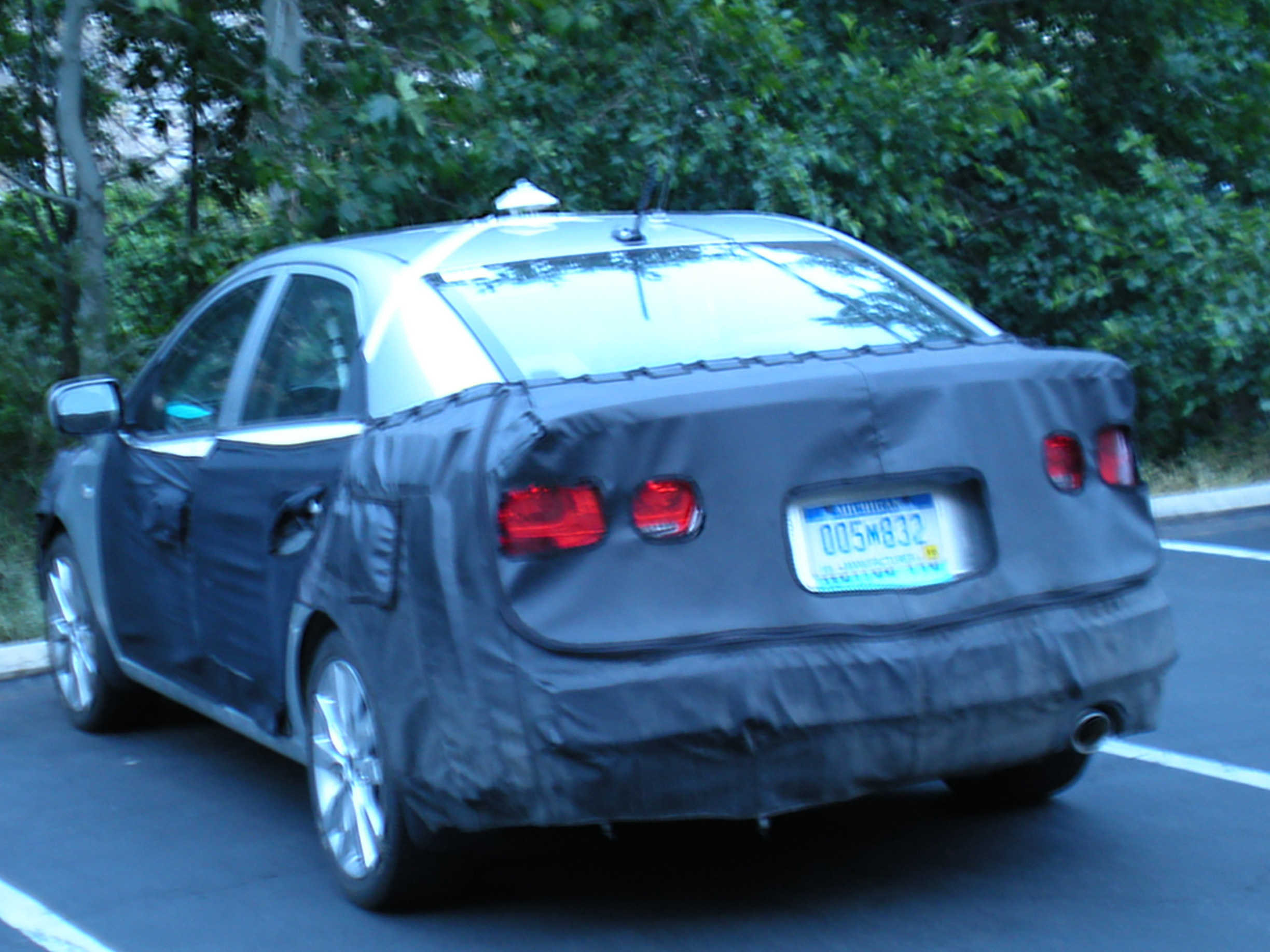
Prototipo di preproduzione

Dopo l'anticipazione della Koup la Kia annunciò che il modello prossimo al debutto non si sarebbe discostato troppo dal concept, gli unici affinamenti per la produzione sarebbero stati l'eliminazione delle vistosi appendici aerodinamiche, il mancato utilizzo della scocca in carbonio e i cerchi in lega di dimensioni minori. Tra la primavera e l'estate del 2008 vengono effettuati gli ultimi collaudi della serie Forte prima del lancio ufficiale sul mercato, i prototipi presentavano solo leggere camuffature con teloni di plastica scura. Il modello berlina di serie benché riprenda l'impostazione stilistica della Koup concept manterrà alcune soluzioni della sorella Elantra. La presentazione ufficiale avviene il 22 agosto del 2008 in Corea del Sud con inizio della produzione nell'autunno dello stesso anno mentre il modello riservato al mercato americano sarà svelato nel febbraio dell'anno seguente al Salone dell'auto di Chicago. La Forte Koup invece viene presentata al Salone dell'automobile di New York edizione 2009.
Successivamente viene presentata la versione hatchback con cinque porte: questa versione è stata esposta in anteprima mondiale al Salone dell'automobile di Detroit nel 2010 e sarà posta in vendita solo dalla fine dell'anno, la casa ha infatti preferito attendere i primi esiti commerciali della versione berlina e coupé per poi lanciare sul mercato la versione due volumi che comunque rappresenta una tipologia di carrozzeria poco apprezzata sia dal pubblico americano che da quello asiatico. Di fronte a ciò i vertici Kia hanno preferito non tralasciare vuoti in listino e completare la gamma. La Forte Hatchback non sarà importata in Europa per non invadere gli spazi commerciali della sorella Cee'd che gode di un buon successo in termini di vendite. Un'altra versione della gamma Forte è la LPi Hybrid prodotta per il solo mercato coreano: dispone di un motore termico da 1,6 litri alimentato a GPL affiancato da un elettrico che è in grado di muovere l'auto alle basse velocità.

## Il design

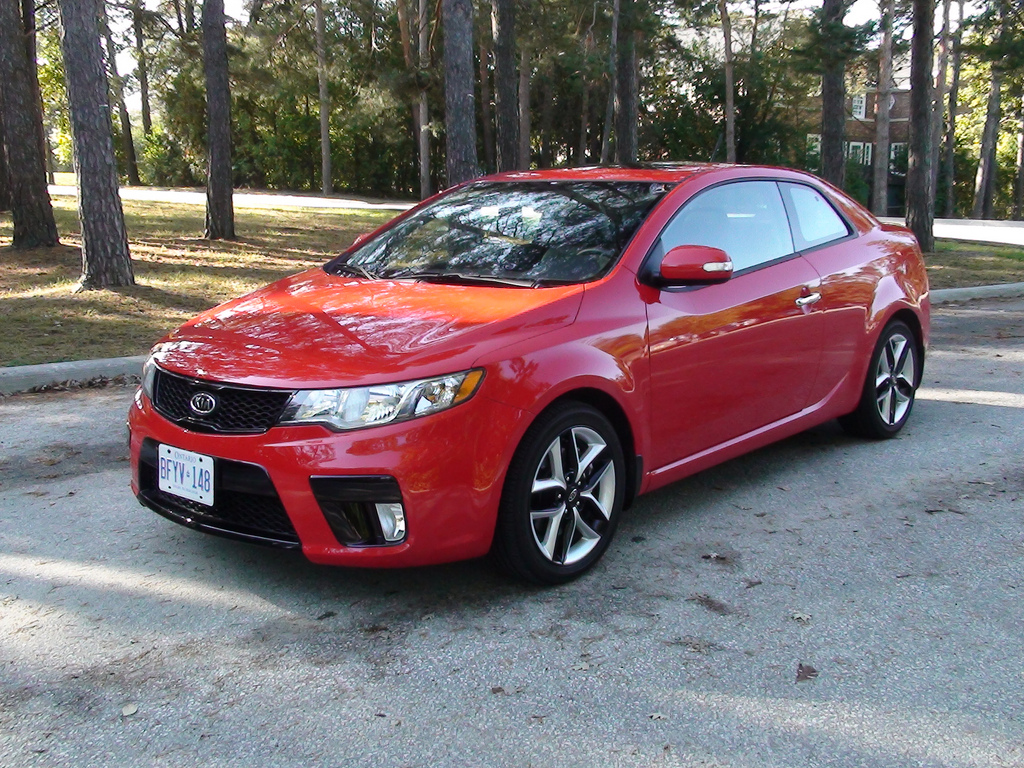
Una Kia Forte Koup

Nonostante la linea della carrozzeria sia di ispirazione europea, l'auto è stata disegnata presso il centro stile californiano della Kia Motors: le linee tese e parallele donano una linea spigolosa con tratti sportivi nonostante la forma a tre volumi. Il frontale della berlina è simile al concept, il taglio dei fari orizzontali è rimasto immutato ma sono stati adottate lampade tradizionali mentre i Led sono riservati solo ai gruppi ottici posteriori. La calandra dalla forma trapezoidale possiede uno stile denominato Tiger Nose (tradotto in italiano Naso di Tigre) con le cornici cromate che rientrano verso il marchio, mentre nella parte bassa dei paraurti è presente una leggera nervatura che contribuisce a diminuire il carico aerodinamico dell'autovettura. La fiancata pulita viene caratterizzata da una marcata nervatura che si estende dalla vetratura laterale fino al cofano del baule raccordandosi in modo da formare uno spoiler, nei sottoporta troviamo una lieve solcatura mentre sul tetto è stata montata la classica pinna come antenna. Infine la coda con fanali trapezoidali e terminale di scarico cromato. La Forte berlina è lunga 4,53 metri ed è alta 1,46 metri. Il bagagliaio possiede un volume pari a 415 litri.

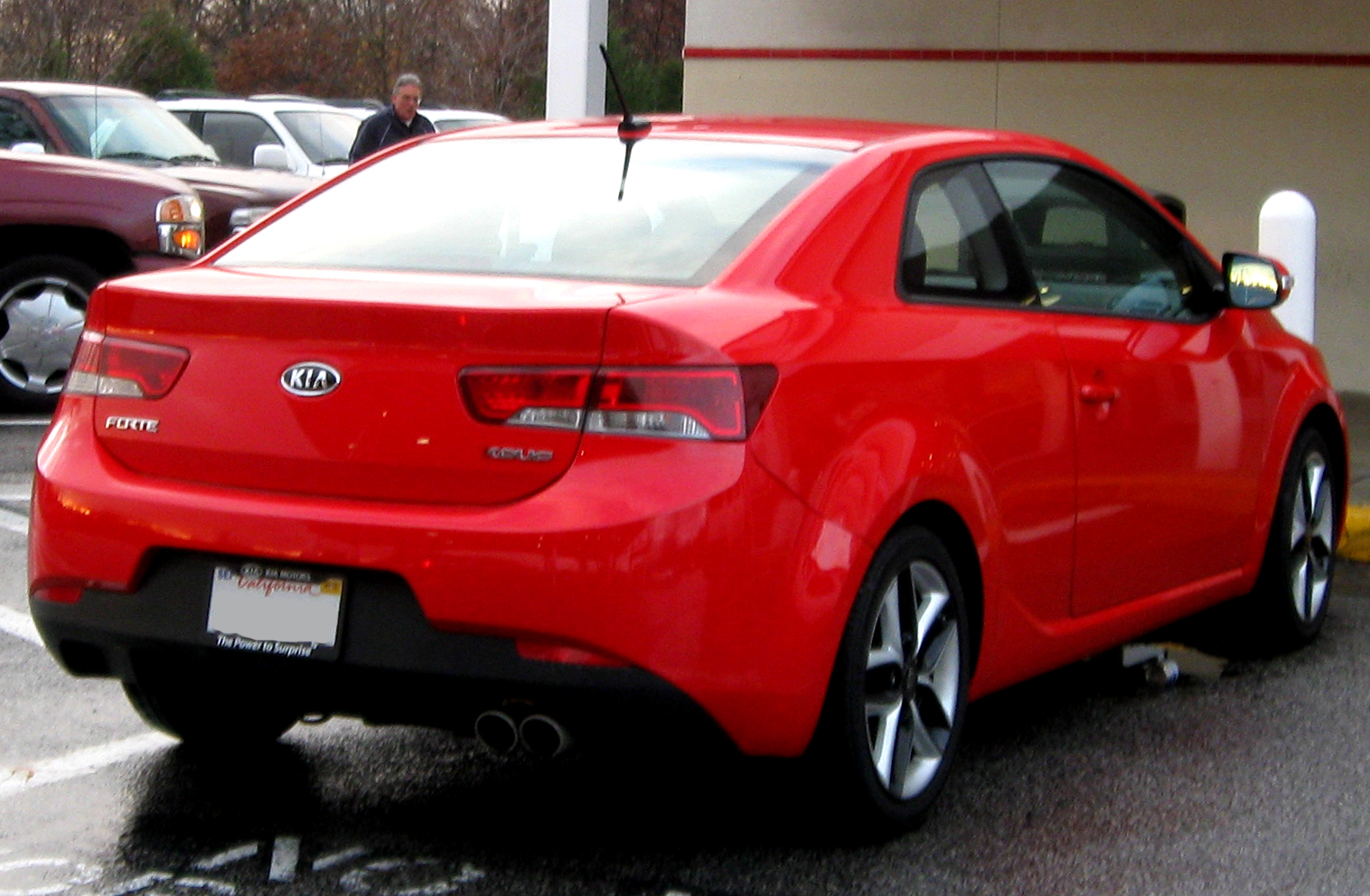
Vista posteriore

La Forte Koup possiede una carrozzeria più slanciata e filante con due porte e volumetto posteriore: il frontale è uguale alla Koup concept car con una profonda mascherina nera che risale lungo il paraurti sportivo, fendinebbia posti agli estremi dell'anteriore e calandra con sfondo a nido d'ape, la fiancata possiede delle grandi portiere con una profonda nervatura inferiore che risale verso l'alto. Gli indicatori laterali di direzione sono integrati nei gusci degli specchi retrovisori. Essendo leggermente più corta rispetto alla berlina (4,48 metri) e avendo i passaruota in rilievo, il design sembra totalmente differente dalla Forte sedan poiché sono pochi gli elementi in comune (parte degli interni e delle motorizzazioni che comunque non influiscono sull'estetica dell'auto).

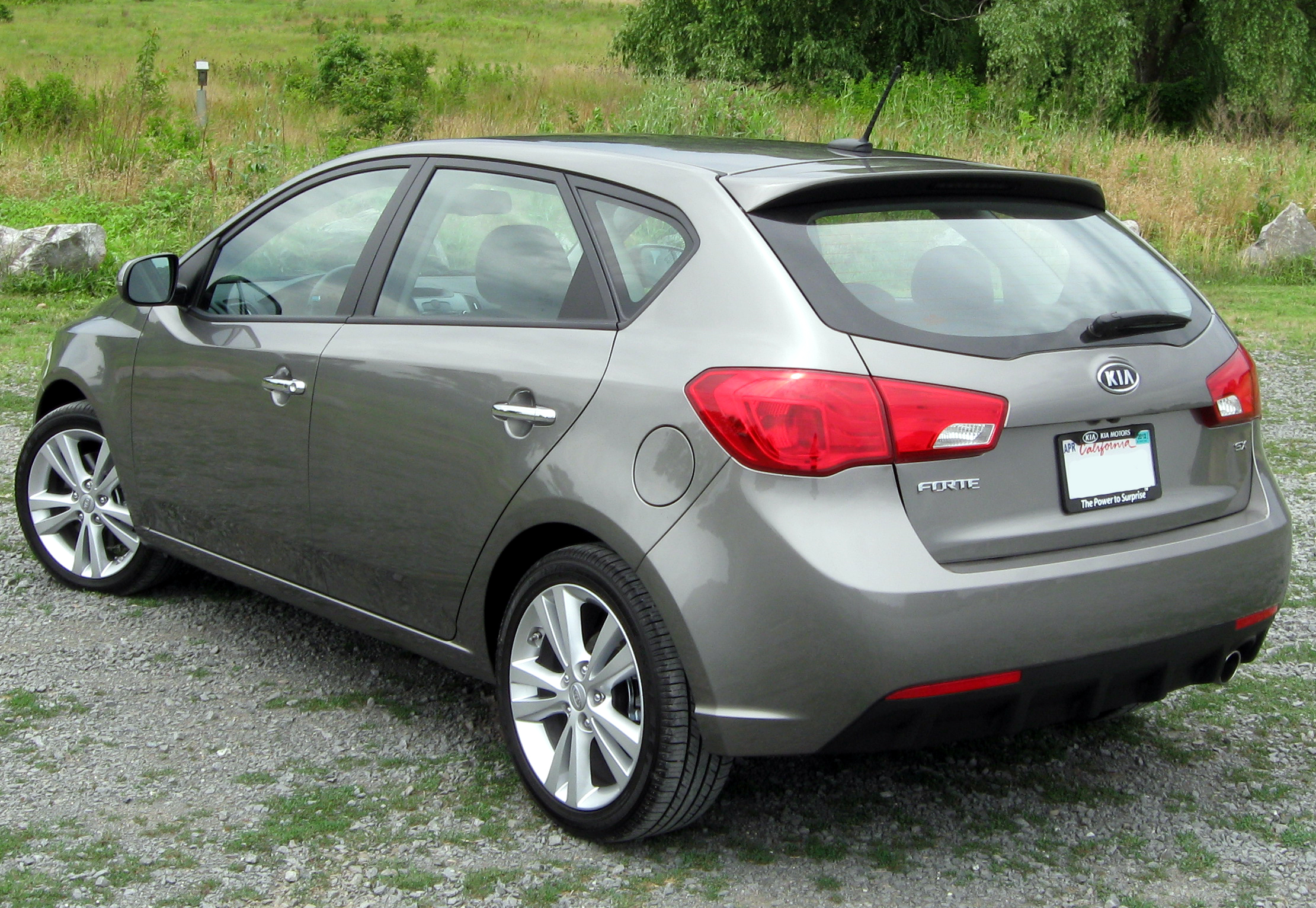
Una Kia Forte Hatchback

La Forte Hatchback mutua lo stile dalla versione Sedan tre volumi, le uniche differenze si concentrano nel posteriore; la lunghezza della carrozzeria è minore vista la mancanza del volume-baule rimpiazzato da un cofano con un ampio lunotto dal taglio spigoloso, fanaleria a Led e scudo sportivo nei paraurti a griglie parallele con terminale di scarico cromato. Il montante laterale-posteriore possiede una forma triangolare in modo da potersi raccordare al meglio in termini stilistici alla fiancata dell'autovettura.
L'abitacolo della Forte berlina e hatchback viene omologato come cinque posti mentre la Forte Koup è una quattro posti. Il disegno della plancia segue uno stile tutte curve con l'elemento centrale che raggruppa i comandi dell'autoradio e del climatizzatore (manuale o automatico) ma è disponibile anche la versione con navigatore satellitare a colori con mappe in formato DVD e caricatore di CD. Le bocchette in posizione verticale sono state sistemate agli estremi del grande elemento centrale che culmina con la palpebra del computer di bordo. Nella parte bassa si trovano gli ingressi per le prese USB e Aux per connettere MP3 e iPod. L'avviamento è a pulsante. Dalla zona centrale si estendono le bombature della plancia laterali che si raccordano alle portiere, i diffusori sono anche qui in posizione verticale, il quadro strumenti a tre quadranti con palpebra supplementare possiede una impostazione sportiva ed è disponibile anche il sistema Supervision Cluster che regola la retro illuminazione dei quadranti in modo da migliorare la visibilità. Inoltre dal 2011 la casa madre ha annunciato che la Forte potrà essere equipaggiata con il sistema multimediale Kia UVO con comandi vocali, schermo touch screen e possibilità di gestire vocalmente chiamate e messaggi dal telefonino. La plancia è disponibile in diverse tonalità con rifiniture in alluminio ma per la Koup sono disponibili anche la pedaliera in alluminio con elementi per la plancia satinati e rifiniture specifiche. Il tetto apribile elettronicamente è in grado di filtrare fino al 99% dei dannosi raggi UV.

## La dinamica
La Forte viene realizzata sul telaio della Hyundai Elantra quarta generazione, base comune anche alla Kia Cee'd e alla Hyundai i30. La trazione è anteriore con motore in posizione anteriore-trasversale. Le sospensioni anteriori riprendono lo schema della Elantra con ruote indipendenti a schema MacPherson, bracci trasversali con montante telescopico e barra stabilizzatrice mentre al retrotreno è stata adottata una sospensione differente e meno costosa da produrre: le ruote sono interconnesse da un ponte torcente con barra stabilizzatrice. L'impianto frenante sfrutta quattro dischi con gli anteriori autoventilati, ammortizzatori idraulici. La versione Koup presenta il medesimo schema di sospensioni ma con taratura degli ammortizzatori più rigida e sportiva in modo da migliorare le doti stradali dell'auto, inoltre l'altezza da terra del telaio è minore in modo da abbassare il baricentro per rendere più stabile l'auto in curva.
La scocca viene realizzata utilizzando acciai ad alta resistenza a deformazione programmata, in caso d'impatto la carrozzeria è in grado di deformarsi a stadi grazie a una gabbia che protegge l'abitacolo. Per i passeggeri tutte le versioni sono dotate di serie di sei airbag (frontali, laterali e a tendina per proteggere la testa degli occupanti anteriori e posteriori) e poggiatesta anteriori attivi contro il colpo di frusta, mentre tra i dispositivi tecnologici figurano il sistema anti bloccaggio delle ruote motrici (ABS a quattro canali) con ripartitore elettronico di frenata di emergenza, controllo elettronico della stabilità e controllo della trazione.
Le versioni Hatchback e Koup presentano una scocca irrigidita a causa delle minori dimensioni della carrozzeria e al minor peso dell'intera struttura, per soddisfare le richieste da parte dei crash test di omologazione, entrambe le versioni fanno utilizzo di materiali più resistenti agli urti (soprattutto quelli laterali). L'Hatchback in particolare presenta anche nella zona posteriore traverse supplementari in acciaio.

## Produzione e vendite

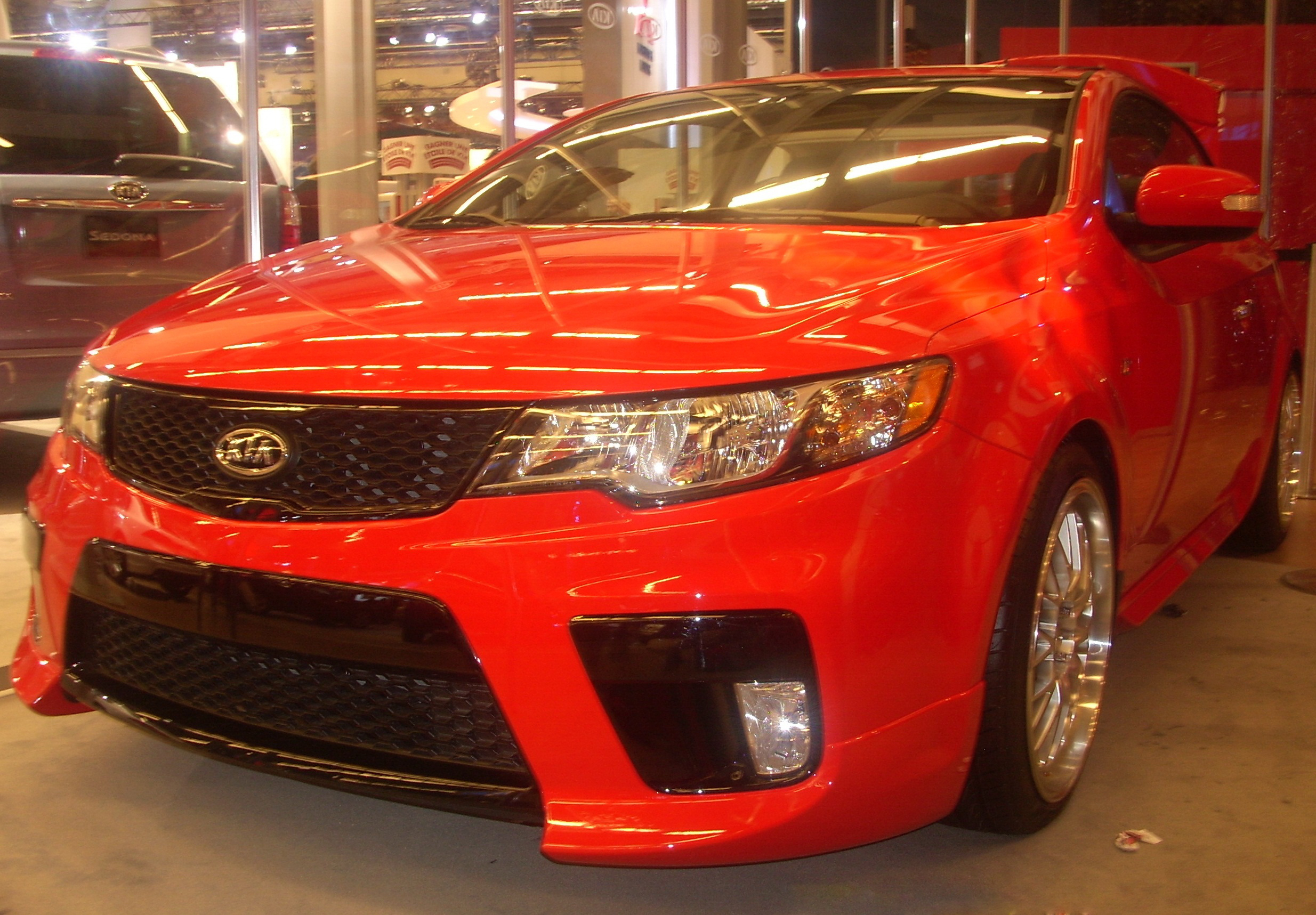
La versione sportiva Kia Forte SX-R

La Forte entrò in produzione nell'autunno del 2008 presso lo stabilimento Kia Motors di Hwasung in Corea del Sud e venne distribuita inizialmente solo sul mercato locale. Dall'anno seguente iniziarono le esportazioni in Asia e America, mercati nei quali l'auto si è dimostrata subito un grande successo grazie al design piacevole, all'elevata affidabilità e al prezzo concorrenziale; soprattutto negli Stati Uniti la versione berlina è stata in grado di ritagliarsi una fetta di mercato favorevole andando a competere con rivali come la Toyota Corolla e la Honda Civic. La Forte berlina è un'auto adatta soprattutto alla famiglia mentre la Koup invece è rivolta a un pubblico giovanile che cerca di farsi distinguere.
In Canada la Forte Koup viene offerta anche nell'allestimento sportivo SX-R con l'adozione del nuovo pacchetto che introduce l'impianto di scarico modificato, sospensioni irrigidite, spoiler anteriore e posteriore, cerchi in lega Europa da 18", assetto ribassato, nuovo filtro aria e sedili sportivi. La Forte SX-R è disponibile solo con motore 2.4 16V Theta II da 173 cavalli. Le migliorie apportate al telaio incrementano le doti dinamiche dell'autovettura.

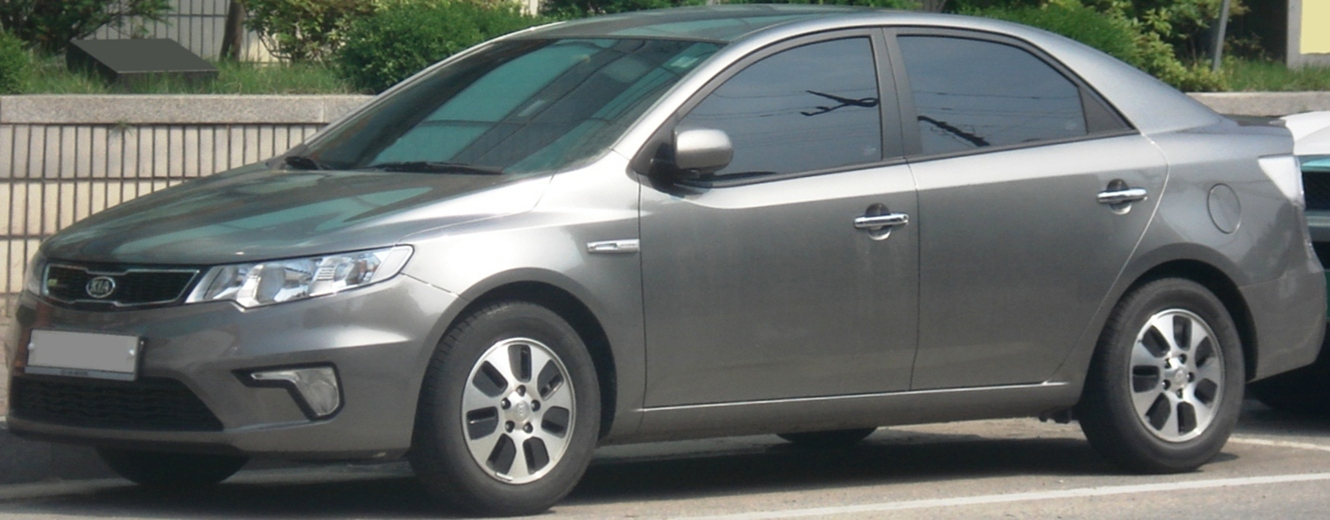
Kia Forte LPI Hybrid

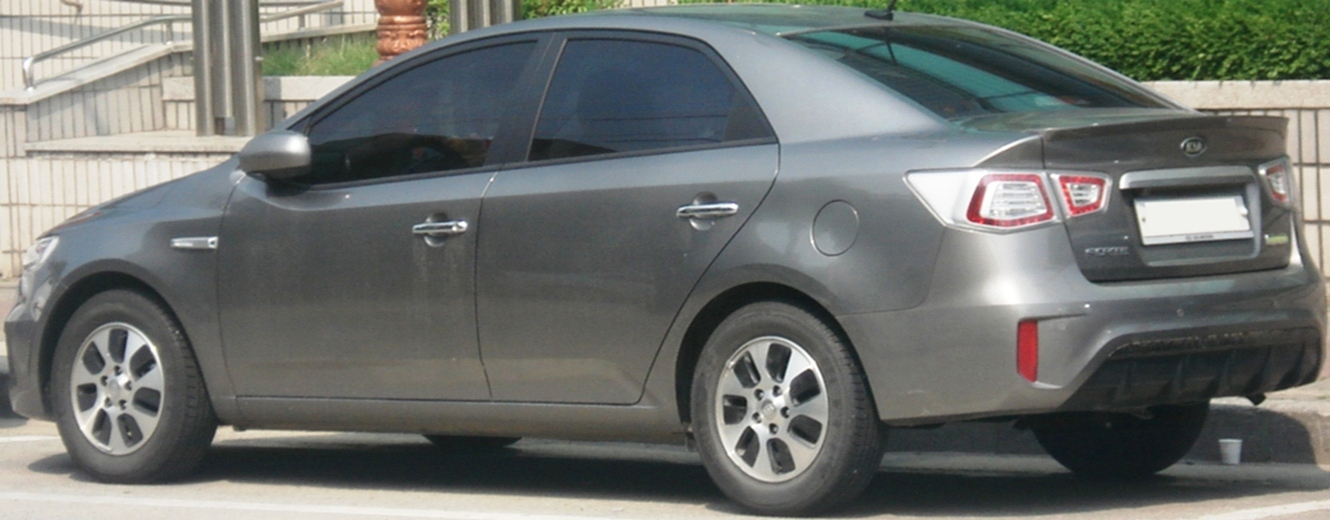
Vista posteriore

La Forte viene venduta in molti paesi come l'Australia la Russia e il Medio Oriente con la denominazione Kia Cerato poiché in questi mercati la precedente autovettura è stata in grado di raccogliere consensi più che sufficienti e la casa ha preferito mantenere la denominazione in modo da poter rafforzare l'immagine dell'auto. Sul mercato cinese la Forte berlina è stata esposta in anteprima al Salone dell'automobile di Pechino nel 2009 per una produzione locale presso lo stabilimento di Jiangsu; la berlina viene venduta sul mercato cinese come Forte Furuidi poiché il vocabolo Furuidi in lingua cinese è la traduzione esatta del vocabolo italiano Forte, la versione Koup invece viene venduta come Kia Shuma riprendendo la denominazione dell'omonima auto destinata all'Europa durante gli anni novanta. Le uniche differenze stilistiche presenti tra la Forte prodotta in Cina e quella prodotta in Corea si concentrano nella forma dei fendinebbia anteriori. In Malaysia l'auto viene venduta come Naza Forte grazie a una joint venture tra la Kia e il marchio locale Naza.
La Forte LPI Hybrid viene venduta solo per il mercato coreano e al momento non è prevista l'esportazione verso altri paesi. La Kia ha venduto nel primo anno di produzione oltre 300 000 esemplari tra Forte berlina e Forte Koup nei vari paesi.

## Motorizzazioni
I motori disponibili per il mercato asiatico sono il 1.6 16V alimentato a benzina facente parte della famiglia motoristica Gamma a quattro cilindri con distribuzione a quattro valvole per cilindro, iniezione elettronica, fasatura variabile delle valvole (CVVT) e basamento in alluminio. Eroga la potenza massima di 126 cavalli a 6.300 giri al minuto per una coppia massima pari a 157 N·m a 4.300 giri al minuto. Le prestazioni sono solo modeste: nella versione abbinata al cambio manuale a cinque rapporti è in grado di accelerare da 0 a 100 km/h in 10,3 secondi e di toccare la velocità di punta pari a 190 km/h, mentre la versione con trasmissione automatica a quattro rapporti permette uno scatto da 0 a 100 km/h in 12 secondi per la velocità massima di 182 km/h. Il consumo medio di carburante dichiarato dalla casa è pari a 14,9 km/l per la 1.6 manuale e di 14,0 km/l per la 1.6 automatica. Il 1.6 Gamma è disponibile sia per la Forte berlina che per la versione Koup.
Accanto al 1.6 troviamo il più grande 2.0 16V Theta II benzina sempre a quattro cilindri con doppia fasatura delle valvole (D-CVVT) e basamento in alluminio. Questo nuovo 2,0 litri eroga 156 cavalli (115 kw) a 6.200 giri al minuto per una coppia motrice di 194 N·m a 4.300 giri al minuto. I costi di gestione rispetto al 1.6 risultano leggermente più elevati a causa della notevole differenza di cilindrata e di potenza. La versione abbinata alla trasmissione manuale a cinque rapporti permette un consumo pari a 12,8 km/l con emissioni di anidride carbonica contenute in 186 grammi per chilometro mentre la versione con cambio automatico sequenziale a quattro rapporti garantisce un consumo medio di carburante pari a 12,7 km/l con emissioni pari a 187 grammi di anidride carbonica. La versione con cambio automatico possiede uno scatto da 0 a 100 km/h registrato in 10,5 secondi per una velocità massima pari a 190 km/h. Anche il 2.0 Theta II è disponibile sia per la Forte berlina che per la Koup.
Al top di gamma la Forte dispone del nuovo motore 2.4 16V Theta II con basamento in alluminio, distribuzione a quattro valvole per cilindro e doppia fasatura variabile delle valvole. Eroga 173 cavalli a 6.000 giri al minuto per una coppia massima di 224 N·m a 4.000 giri al minuto. Questo 2.4 è disponibile solo per il mercato nordamericano ed è abbinato aun cambio manuale a sei rapporti oppure a un automatico sequenziale a cinque rapporti con modalità sportiva. Le prestazioni ovviamente sono migliori rispetto al 2,0 litri, ma la casa non ha fornito dati ufficiali. Dal 2010 la Forte 2.4 è disponibile anche con una nuova trasmissione automatica a sei rapporti realizzata dalla Hyundai che garantisce minori consumi ed emissioni ridotte rispetto al precedente automatico a cinque marce.
Un motore riservato soltanto al mercato coreano è il 1.6 CRDI turbodiesel common rail con turbocompressore a geometria variabile (VGT), distribuzione a sedici valvole, 128 cavalli di potenza massima (94 kW) disponibili a 4.000 giri al minuto per una coppia motrice pari a 260 N·m a 2.000 giri al minuto. Il cambio abbinato al 1.6 CRDI è un automatico sequenziale a quattro rapporti con funzione Eco in grado di ridurre sensibilmente i consumi.